# 淡路市立一宮中学校
淡路市立一宮中学校(あわじしりつ いちのみやちゅうがっこう)は兵庫県淡路市多賀にある日本の公立学校である。

## 概要
淡路島西海岸のほぼ中央部、旧一宮町市街地から少し内陸側に位置する。伊弉諾神宮のすぐ近くに位置するため、お正月の初詣など伊弉諾神宮が混雑する期間には校庭が伊弉諾神宮臨時駐車場となる。旧一宮町域で唯一の中学校である。

## 歴史
- 1984年 (昭和59年) - 一宮町立一宮中学校、一宮町立江山中学校を統合し、一宮町立一宮中学校創立。
- 1985年 (昭和60年) - 全国軟式野球大会優勝。
- 2003年・2004年 (平成15・16年) - 学力向上フロンティアスクール研究指定。
- 2005年 (平成17年) - 市町村合併により淡路市立一宮中学校と改称。
- 2015年・2016年 (平成27・28年) - 文部科学省ICT活用教育教員研修プログラム実証校。
- 2015年・2017年 (平成27・29年) - 兵庫県教育委員会ICT利活用推進教育指定校。
- 2017年 (平成29年) - 旧体育館解体・校舎大規模改修工事。
- 2020年・2021年 (令和2・3年) - 兵庫県教育委員会「9年間を通したキャリア教育の充実事業」推進実践研究指定校[1]。

## 部活動

### 運動部
- 野球部
- サッカー部
- ソフトテニス部
- バスケットボール部

### 文化部
- 吹奏楽部
- 美術工芸部

## 通学区域
- 淡路市立一宮小学校 - 尾崎、新村、遠田、郡家、北山、江井、入野、山田、高山、草香北、草香、南、深草、明神
- 淡路市立多賀小学校 - 多賀、中村、井手、竹谷、上河合、下河合、柳澤[2]

## 通学区域が隣接している学校
- 淡路市立北淡中学校
- 淡路市立津名中学校
- 洲本市立五色中学校

## アクセス
- 神戸淡路鳴門自動車道　津名一宮ICから4分
- 伊弉諾神宮前バス停(高速バス、神姫バス)から徒歩6分